# Padalce (film)
Padalce – polski telewizyjny film obyczajowy z 1973 roku w reżyserii Romana Wionczka.
Filmu powstał w oparciu o nowelę Józefa Łozińskiego (autor był współscenarzystą produkcji), nagrodzoną w konkursie Naczelnego Zarządu Kinematografii, Związku Młodzieży Wiejskiej i redakcji "Zarzewia" w 1970 roku oraz w konkursie "Młodzież polskiej wsi" w 1971 roku. Zdjęcia do filmu realizowano w Powsinie.

## Fabuła
Film opowiada o konflikcie pokoleniowym na wsi - stary Pietras jest rolnikiem, dla którego ziemia, którą uprawia i na której pracuje od dzieciństwa - jest wszystkim. Oczekuje on od córki takiego samego zaangażowania w pracę na roli. Tymczasem jego córka Janka i jej mąż są nauczycielami i prowadzenie gospodarstwa jest dla nich udręką.

## Obsada
- Bolesław Płotnicki - Pietras
- Barbara Rachwalska - Pietrasowa
- Ewa Szykulska - Janka
- Andrzej Blumenfeld - Bielinek
- Jan Kulczycki - Marcin
- Bogdan Baer - naczelnik gminy Borecki
- Ludwik Benoit - chłop
- Aleksander Dzwonkowski - chłop
- Halina Rowicka
- Teresa Sawicka - urzędniczka
- Wojciech Strzemżalski - poeta
- Zdzisław Szymborski - felczer
- Wiktor Zborowski - wikary
- Józef Pieracki - proboszcz
- Wawrzyniec Trybała-Olszewski - mężczyzna na zabawie

Źródło: Film Polski